# Surrender (Hurts)
| Recensione | Giudizio |
| ---------- | -------- |
| AllMusic   |          |

Surrender è il terzo album in studio del gruppo musicale britannico Hurts, pubblicato il 9 ottobre 2015 dalla Sony Music.

## Promozione
L'uscita di Surrender è stata anticipata da cinque singoli. Il primo di questi, intitolato Some Kind of Heaven, è stato reso disponibile a partire dal 28 maggio 2015 e seguito a giugno da un video musicale diretto da Chino Moya. A metà luglio il duo ha reso disponibile per l'ascolto Rolling Stone, seguito ad agosto dal terzo singolo Lights, per il quale è stato realizzato un video diretto da Dawn Shadforth (noto per aver diretto quelli di Can't Get You Out of My Head di Kylie Minogue, Ooh La La di Goldfrapp e The Heart Wants What It Wants di Selena Gomez).
L'11 settembre è stato presentato il quarto singolo Slow, mentre tre giorni prima dell'uscita dell'album il gruppo ha pubblicato il video di Wish.

## Tracce
1. Surrender – 1:18
2. Some Kind of Heaven – 3:18
3. Why – 3:27
4. Nothing Will Be Bigger Than Us – 4:02
5. Rolling Stone – 3:41
6. Lights – 3:29
7. Slow – 3:29
8. Kaleidoscope – 3:04
9. Wings – 3:45
10. Wish – 3:31

Tracce bonus nell'edizione deluxe
1. Perfect Timing – 3:05
2. Weight of the World – 3:47
3. Policewoman – 4:46

Tracce bonus nell'edizione giapponese
1. S.O.S. – 3:38
2. Some Kind of Heaven (Thin White Duke Remix) – 5:38

## Classifiche
| Classifica (2015) | Posizione massima |
| ----------------- | ----------------- |
| Austria           | 14                |
| Belgio (Fiandre)  | 17                |
| Belgio (Vallonia) | 39                |
| Finlandia         | 13                |
| Germania          | 8                 |
| Italia            | 42                |
| Paesi Bassi       | 30                |
| Regno Unito       | 12                |
| Spagna            | 52                |
| Svezia            | 47                |
| Svizzera          | 1                 |